# Cosipara
Cosipara é um gênero de mariposa pertencente à família Crambidae.